# Ch'ninkatchii'-kiiyaahaang
Ch'ninkatchii'-kiiyaahaang, banda Kato Indijanaca, porodica Athapaskan, nastanjena u 19. stoljeću istočno i južno od doline Cahto Valley u sjeverozapadnoj Kaliforniji. Banda je poznata i pod nazivima Deer Lick Tail Banda. 
Njihova dva sela bila su: Ch'ninkatchii'  ("Deer Lick Creek-mouth") i Tagittl'ohding ("Between the Prairies Place").

## Vanjske poveznice
- Cahto Band Names